# Studebaker Lark
Studebaker Lark — це компактний автомобіль, який випускався компанією Studebaker з 1959 по 1966 рік.
З моменту своєї появи на початку 1959 року до 1962 року Lark був продуктом корпорації Studebaker-Packard. В середині 1962 року компанія виключила «Packard» зі своєї назви та повернулася до назви, що існувала до 1954 року, — Studebaker Corporation. Окрім того, що Lark та його нащадки виготовлялися на заводі Studebaker у Саут-Бенді, штат Індіана, з 1959 по 1966 рік компанією Studebaker of Canada Limited у Гамільтоні, Онтаріо, Канада. Автомобілі також експортувалися до низки країн світу як укомплектовані одиниці, так і повністю розібрані (CKD) комплекти, які потім збиралися на місцевому заводі.
Варіанти на базі Lark становили основну частину модельного ряду, що випускався Studebaker після 1958 року, і продавалися у набагато більших обсягах, ніж сучасні моделі Hawk та Avanti. Починаючи з Cruiser 1963 року, назва Lark поступово зникала з каталогу компанії, і до початку 1964 року моделі на базі Lark продавалися лише під назвами Commander, Daytona та Cruiser. Компанія Studebaker, яка відсвяткувала своє 100-річчя у 1952 році, припинила виробництво автомобілів у 1966 році.